# Glen Powell
Glen Thomas Powell Jr. (Austin, Texas, 21 de octubre de 1988) es un actor, escritor y productor estadounidense. Es conocido por interpretar a Chad Radwell en la serie de comedia de terror de Fox Scream Queens (2015-2016), Finnegan en Everybody Wants Some!! (2016), y al astronauta John Glenn en el drama Hidden Figures (2016), aunque obtuvo un mayor reconocimiento por su papel secundario en la película de acción Top Gun: Maverick (2022) y su papel principal en la comedia romántica Anyone but You (2023).

## Trayectoria profesional
Powell nació en Austin, Texas. Jugó en All-State Lacrosse en Texas. Comenzó su carrera como actor junto a Antonio Banderas y Sylvester Stallone en Spy Kids 3-D: Game Over. En 2007, antes de su primer año de universidad, Glen obtuvo un papel en The Great Debaters, dirigida y protagonizada por Denzel Washington.
Desde su mudanza a Los Ángeles, ha aparecido en series de televisión como Into the West, Jack & Bobby, CSI: Miami, NCIS, Without a Trace, Rizzoli & Isles y The Lying Game, junto con largometrajes como The Expendables 3, Ride Along 2, Sex Ed, Stuck in Love y The Dark Knight Rises. Aunque adquirió mayor relevancia por su papel protagónico en la serie slasher creada por Ryan Murphy Scream Queens, con el personaje de Chad Radwell, que se mantuvo en sus dos temporadas. En años posteriores, sus papeles en televisión han sido dedicados como actuación de voz en All Hail King Julien, Jurassic World: Campamento Cretácico y Rick y Morty.
Powell coprotagonizó como Finnegan en Everybody Wants Some!!, la secuela espiritual de Richard Linklater de Dazed & Confused, que fue filmada en Austin y lanzada por Paramount el 30 de marzo de 2016. Recibió elogios de la crítica por su actuación. También protagonizó junto a Zoey Deutch la cinta Set It Up, una comedia romántica en Netflix. Además, participó en el romance histórico The Guernsey Literary and Potato Peel Pie Society como Mark Reynolds.
Interpreta al Sargento Dylan Chutsky, un soldado estadounidense en el drama sobre la guerra de Irak Castillos de arena (2017) —título original; Sand Castle— una producción de Netflix dirigida por Fernando Coimbra. En la película trabajó junto con Logan Marshall-Green y Henry Cavill como actores de reparto y con Nicholas Hoult como el protagonista del filme.
Durante 2022 puso voz al protagonista Bostick en la película animada Apollo 10 1⁄2: A Space Age Childhood. También obtuvo mayor reconocimiento por la prensa gracias a su actuación como Jake «Hangman» Seresin en Top Gun: Maverick, que protagonizó junto a Tom Cruise y Jennifer Connelly, entre otros. Además, protagonizó la película biográfica de guerra Devotion como Thomas J. Hudner, Jr., en la que también realizó las tareas de productor ejecutivo.
En 2023 escribió, produjo y protagonizó la película Hitman como Gary Johnson, un profesor universitario y técnico que actúa como un asesino a sueldo que finge por cuenta de la policía. También protagonizó la comedia romántica Anyone but You, junto a Sydney Sweeney. Gracias al éxito de la cinta en cines, fue nombrado por la revista Variety como una de las nuevas estrellas en auge en Hollywood. En 2024 protagonizó el filme de Twisters, una secuela independiente de la película Twister (1996), centrada en un par de cazadores de tormentas que arriesgan sus vidas en un intento de probar un sistema experimental de alerta meteorológica.

## Filmografía

### Cine
| Año  | Título original                                   | Personaje              | Ref    |
| ---- | ------------------------------------------------- | ---------------------- | ------ |
| 2003 | Spy Kids 3-D: Game Over                           | Niño de dedos largos   | [ 2 ]  |
| 2005 | The Wendell Baker Story                           | Travis                 | [ 22 ] |
| 2006 | Fast Food Nation                                  | Steve                  | [ 23 ] |
| 2007 | The Great Debaters                                | Preston Whittington    | [ 3 ]  |
| 2009 | Jumping Off Bridges                               | Eric Turner            |        |
| 2009 | The Hottest State                                 | John Jaegerman         | [ 24 ] |
| 2012 | J.A.W.                                            | Aiden                  |        |
| 2012 | The Dark Knight Rises                             | Trader                 | [ 4 ]  |
| 2012 | Stuck in Love                                     | Chico                  |        |
| 2013 | Best Friends Forever                              | Nick                   |        |
| 2013 | Red Wing                                          | Francis Riley          |        |
| 2014 | The Expendables 3                                 | Thorn                  | [ 25 ] |
| 2014 | Sex Ed                                            | JT                     |        |
| 2015 | Wind Walkers                                      | Sonny Childe           |        |
| 2016 | Misconduct                                        | Doug Fields            | [ 26 ] |
| 2016 | Ride Along 2                                      | Troy                   | [ 27 ] |
| 2016 | Everybody Wants Some!!                            | Finnegan               | [ 8 ]  |
| 2016 | Hidden Figures                                    | John Glenn             | [ 28 ] |
| 2017 | Sand Castle                                       | Sargento Dylan Chutsky | [ 29 ] |
| 2018 | The Guernsey Literary and Potato Peel Pie Society | Mark Reynolds          | [ 11 ] |
| 2018 | Set It Up                                         | Charlie Young          | [ 10 ] |
| 2022 | Apollo 10 1⁄2: A Space Age Childhood              | Bostick (voz)          | [ 14 ] |
| 2022 | Top Gun: Maverick                                 | Jake «Hangman» Seresin | [ 15 ] |
| 2022 | Devotion                                          | Thomas «Tom» Hudner    | [ 30 ] |
| 2023 | Anyone But You                                    | Ben                    | [ 31 ] |
| 2024 | Hitman                                            | Gary Johnson           | [ 32 ] |
| 2024 | Twisters                                          | Tyler Owens            | [ 33 ] |
| TBA  | Huntington                                        | Becket Redfellow       | [ 34 ] |
| TBA  | The Running Man                                   | Ben Richards           | [ 35 ] |

### Series
| Año       | Título                         | Rol              | Notas                                      | Ref   |
| --------- | ------------------------------ | ---------------- | ------------------------------------------ | ----- |
| 2003      | Endurance                      | Concursante      | Episodio: «Drop-Out»                       | [ 7 ] |
| 2004      | Jack & Bobby                   | Rich Wolf        | Episodio: «Pilot»                          |       |
| 2005      | Into the West                  | Jackson Wheeler  | Episodio: «Hell on Wheels»                 |       |
| 2008      | Without a Trace                | Brett Farnsworth | Episodio: «True/False»                     |       |
| 2009      | CSI: Miami                     | Logan Crawford   | Episodio: «Head Case»                      |       |
| 2011      | Rizzoli & Isles                | Graham Randall   | Episodio: «Remember Me»                    |       |
| 2012      | The Lying Game                 | Gavin Turner     | Episodio: «No Country for Young Love»      |       |
| 2012      | NCIS                           | Evan Westcott    | 2 episodios                                |       |
| 2015–2016 | Scream Queens                  | Chad Radwell     | Elenco principal; 16 episodios             | [ 5 ] |
| 2017      | All Hail King Julien           | Trent            | Voz; 3 episodios                           |       |
| 2020–2022 | Jurassic World Camp Cretaceous | Dave             | Voz; 14 episodios                          |       |
| 2023      | Rick and Morty                 | Kwyatt           | Voz; episodio: «Wet Kuat Amortican Summer» |       |